# Ghostball (компьютерный вирус)
Ghostball(s) — компьютерный вирус, обнаруженный FRISK Software в октябре 1989 года в Исландии. Сделан для систем MS-DOS. Заражал загрузочные секторы и файлы с расширением .COM. Является модифицированной версией сразу двух вирусов: код для заражения файлов основан на коде вируса Vienna, а код для заражения загрузочного сектора основан на коде Ping-Pong. В коде вируса содержится следующий текст:
GhostBalls, Product of Iceland Copyright © 1989, 4418 and 5F10 MSDOS 3.2
Все заражённые файлы увеличивались в размере на 2351 байт. При выполнении заражённого файла вирус активируется и ищет для заражения другие файлы в директории, а также помещает в загрузочный сектор модифицированную версию Ping-Pong. Способ удаления Ghostball заключался в удалении всех заражённых файлов.